# Parthenocissus tricuspidata
Parthenocissus tricuspidata је врста цветнице из породице Vitaceae. Иако није у сродству са правим бршљаном, врста је позната као бостонски бршљан, грожђасти бршљан, јанапнски бршљан, а такође као и јапанска пузавица. 
Специфични епитет tricuspidata значи трокраки, што се односи на облик листа. Бостонски бршљан се лако разликује од врсте Parthenocissus quinquefolia (петолисни бршљан) по својим једноставним листовима са шиљатим режњевима (листови петолисног бршљана су подењени на пет одвојених листића). 

## Порекло врсте
Врста је пореклом из Источне Азије (Кореја, Јапан, северна и источна Кина) где успева у жбуњу поплавних равница, шумама поред река и влажним планинским мешовитим шумама.

## Опис
Ово је листопадна дрвенаста биљка која расте до 30 метара висине или више уз одговарајућу потпору, причвршћујући се помоћу бројних малих разгранатих витица са лепљивим дисковима на врху. Листови су једноставни, са три режња, повремено нережњевити или са пет режњева. Листови имају 5-22 центиметара у пречнику. Горња страна лисне плоче је сјајна и гола, доња страна је тамнозелена и има само ретке длачице. Боја листа је у почетку црвенкасто-зелена до бронзане током пупљења, затим наранџасто-жута до интензивно гримизне у јесен. Цветови су неупадљиви, зеленкасти у гроздовима. Нејестиви плод је мало тамноплаво грожђе, пречника 5-10 милиметара. Чашица је скраћена. Има кратке прашнике.

## Гајење и употреба
Parthenocissus tricuspidata користи лепљиве дискове за причвршћивање за површине, што омогућава да се вертикално пење уз дрвеће, зидове и друге структуре. Контакт са површином сигнализира  лепљивим дисковима да луче слуз кроз микроскопске поре која се суши и ствара чврсту лепљиву везу. 
У свом изворном подручју има традиционалну медицинску употребу (Кина, Кореја) и као кулинарски заслађивач (Јапан).
Унутар и ван источне Азије, првенствено се гаји као украсна биљка. Широко се гаји за покривање фасада зграда. Ова употреба је економски важна, јер засењивање зидова током лета може значајно смањити трошкове хлађења. Иако не продире у површину зграде већ се само причвршћује за њу, ипак може дођи до оштећења површине покушајем откидања биљке са зида.